# Department of Trade and Industry (Vereinigtes Königreich)
Das Department of Trade and Industry (DTI) war eine britische Behörde für Handel und Industrie. Sie wurde 1970 gegründet und bestand mit einigen Veränderung bis zum Jahr 2007. Aufgaben und Verantwortlichkeiten der Behörde wurden am 18. Juni 2007 auf die Nachfolger, dem Department for Business, Enterprise and Regulatory Reform und dem Department for Innovation, Universities and Skills aufgeteilt.

## Geschichte

### Department of Trade and Industry 1970–1974
Das Department of Trade and Industry wurde ursprünglich im Jahr 1970 durch den Zusammenschluss des Board of Trade (1621–1970) und des Ministry of Technology (Ministerium für Technologie) gegründet. Die so neu geschaffenen Behörde übernahm auch die Verantwortung für die Kartellgesetzgebung und für Firmenzusammenschlüsse vom Department of Employment. Der Grund für die Bildung des neuen Departments lag in dem Wunsch, die britische Industrie und den Handel international wettbewerbsfähiger zu machen, auch und vor allem wegen des Eintritts Großbritanniens in die Europäische Wirtschaftsgemeinschaft (EWG) im Jahre 1973.
Unruhige Zeiten begannen. Ständige Neubildung von Organisationen und Behörden mit Neu- und Umverteilungen von Verantwortungen prägten die politische und wirtschaftliche Landschaft. Fast 350 Jahre hatte es den Board of Trade gegeben. In den nun folgenden 40 Jahren sollte die politische Verantwortung für Handel und Industrie viermal grundsätzlich neu geordnet werden.
1971 wurde das Ministry of Aviation Supply (Ministerium für Luftfahrtunterstützung) aufgelöst. Die zivile Luftfahrt und die Verantwortung für die Raumfahrtindustrie inklusive des britischen Anteils an dem europäischen Raumfahrtprogramm wurde den Händen des Department of Trade and Industry übergeben. Am 1. Januar 1972 wurde zur Unterstützung der Behörde der British Export Board gegründet. Personell wurde der Board mit Experten des Department of Trade and Industry und des Foreign and Commonwealth Office besetzt. Doch schon im März wurde der Board in British Overseas Trade Board umbenannt. Am 8. Januar 1974 wurde das Department of Energy gegründet. Damit gab das DTI seine Zuständigkeit in Energiefragen an die neu geschaffenen Behörde ab.

### Department of Trade 1974–1983
Nach den Britischen Unterhauswahlen im Februar 1974 wurde das DTI durch die neue Regierung unter Harold Wilson bereits am 5. März 1974 in drei neue Behörden aufgeteilt, dem Department of Trade, dem Department of Industry und dem Department of Prices and Consumer Protection.
Die Aufgaben, die für das Department of Trade übrig blieben, waren die Handelspolitik und Handelsbeziehungen zu Überseeländern und der Handel mit der EWG. Das Department bekam Verantwortung für den British Overseas Trade Board. Zusätzlich bekam die Behörde Aufgaben, die sich aus der Gesetzgebung in Bezug auf Firmen ergab. Dazu gehörten die Versicherungsindustrie, dem Patentamt, Firmen der zivilen Luftfahrt, der Marine und den Schiffstransporten, der Zeitungs- und Filmindustrie, den Branchen Tourismus, Reise und Hotel, sowie auch die Zuständigkeit für Insolvenzverfahren. Nach den Britischen Unterhauswahlen im Mai 1979 löste die neue Regierung unter Margaret Thatcher das 1974 gegründete Department of Prices and Consumer Protection wieder auf und führte seine Aufgaben dem Department of Trade zu.

### Department of Trade and Industry 1983–2007
Nach den Britischen Unterhauswahlen im Juni 1983 führte die alte Regierung unter Thatcher das Department of Trade und das Departments of Industry wieder zusammen zum Department of Trade and Industry. Am 7. August 1984 wurde dem Department die Kontrolle über den Radio Interference Service (RIS) der British Telecom, der später in Radio Investigation Service (RIS) umbenannt wurde, übertragen.
Im Jahr 1990 wurde das Department komplett reorganisiert und bekam eine neue Struktur. Es wurde in die Abteilungen, Business Task Forces, Information Technology, Manufacturing Technology (Fertigungstechnologie), Telecommunications and Posts, Economics, Market Intelligence and Statistics (Ökonomie, Marktbeobachtung und Statistik) unterteilt. Das Patentamt, der Insolvenzservice, Radiokommunikation und das National Engineering Laboratory (Nationale Technische Laboratorium) bekamen neue rechtliche Stellungen. Nach den Britischen Unterhauswahlen im April 1992 wurde auch das Department of Energy wieder in das DTI zurückgeführt.
In den verbleibenden Jahren bis 2007 wurde das DTI immer wieder umstrukturiert, Verantwortlichkeiten zu anderen Behörden ausgelagert oder von anderen übernommen. Im Juni 2007 erfolgte dann von der scheidenden Blair-Regierung die völlige Auflösung des Department zusammen mit dem Department for Education and Skills und der Better Regulation Executive.